# Maurice Delmotte
Pour les articles homonymes, voir Delmotte et Maurice Delmotte (homonymie).
Maurice Delmotte (25 mai 1885-12 septembre 1961) est un facteur d'orgue belge.

## Biographie

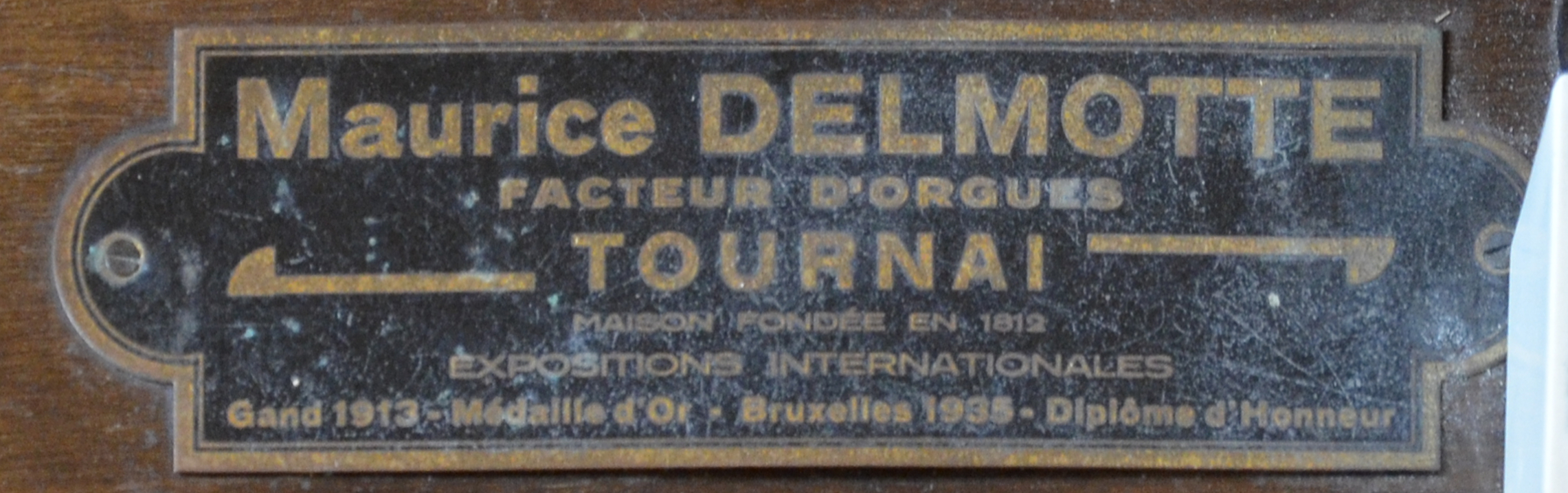
Barre d'adresse de l'orgue de la collégiale Sainte-Waudru de Mons reconstruit entre 1948 et 1952.

Entre 1935 et 1940, il construisit l'orgue le plus monumental de Belgique à l'Institut National de Radiodiffusion (INR). Cet orgue a été inauguré en avril 1940, quelques jours avant la Deuxième Guerre mondiale.
Son fils Georges Delmotte (1925-1992) travaillant dans l'entreprise familiale depuis 1946 lui succéda et, à partir des années 75, a développé à nouveau des instruments à traction mécanique.